# Памятник Ленину (Актобе)
Памятник Владимиру Ильичу Ленину (каз. Владимир Ильич Лениннің ескерткіші) располагался в городе Актобе Республики Казахстан. Авторы памятника: скульптор Н. А. Щербаков и архитектор С. П. Хаджибаронов.
Торжественное открытие памятника с участием большого количества жителей города состоялось 22 апреля 1983 года. Изначально памятник Ленину был расположен на площади перед зданием Дома Советов (ныне Акимат Актюбинской области) на одноимённом проспекте (ныне проспект Абилкайыр хана). После установки памятника Ленину, Обелиск Славы, воздвигнутый напротив Дома Советов в 1970 году в честь актюбинцев, павших в боях за родину в годы Гражданской и Великой Отечественной войн, был перенесён на проспект Алии Молдагуловой.
В 1997 году памятник Ленину перенесли в сквер позади здания Актюбинской областной филармонии им. Газизы Жубановой (бывший Дом культуры химиков), куда также был перенесён памятник другому советскому государственному деятелю — Михаилу Фрунзе.
В мае 2018 года памятники Ленину и Фрунзе (а также некоторые другие памятники советского периода) были демонтированы. По словам руководителя отдела архитектуры и градостроительства города, демонтированные памятники в будущем «найдут своё пристанище» в парке позади мечети Нур Гасыр и Дворца бракосочетаний (ЗАГС). Однако точная дата данного события и их местоположение на данный момент неизвестны. В настоящее время (март 2024 г.) памятник Ленину стоит во дворе базы по улице Пожарского, 59, ныне О.Турмагамбетова, напротив въезда через кпп..
На месте, где стоял памятник Ленину, в 2018 году был установлен памятник жертвам репрессий и голодомора.